# Pelican West
Albums de Haircut One Hundred
Paint and Paint
(1984)
Pelican West est le premier album du groupe Haircut One Hundred, sorti en 1982. 

## L'album
Seul album conçu avec Nick Heyward avant son départ du groupe, il est aussi le plus notoire. Il fait partie des 1001 Albums You Must Hear Before You Die. 

### Titres
Tous les titres sont de Nick Heyward, sauf mentions.
- Favourite Shirts (Boy Meets Girl) (3:05)
- Love Plus One (3:33)
- Lemon Firebrigade (3:54)
- Marine Boy (3:28)
- Milk Film (2:56)
- Kingsize (You're My Little Steam Whistle) (4:23)
- Fantastic Day (3:13)
- Baked Bean (4:02)
- Snow Girl (2:56)
- Love's Got Me in Triangles (Heyward, Les Nemes) (3:36)
- Surprise Me Again (3:17)
- Calling Captain Autumn (4:02)

### Musiciens
- Nick Heyward : voix, guitare
- Les Nemes : basse
- Graham Jones : guitare
- Patrick David Hunt : batterie (quitte le groupe avant la fin de l'enregistrement de l'album)
- Phil Smith : saxophone
- Marc Fox : percussions, voix
- Blair Cunningham : batterie